# Non ho tempo
Non ho tempo è un film del 1973 diretto da Ansano Giannarelli.
Soggetto liberamente tratto dal libro Tredici ore per l'immortalità di Leopold Infeld, sulla breve esistenza del matematico francese Évariste Galois e sulla sua misteriosa morte. Il film fu trasmesso in tre puntate dalla RAI nel 1977.
Il titolo deriva da una annotazione trovata nei manoscritti di Galois, scritta di suo pugno la notte prima di essere ucciso, mentre tentava freneticamente di riordinarne il contenuto.
Fu presentato nella Settimana internazionale della critica del 26º Festival di Cannes.

## Trama
Storia del matematico francese Évariste Galois, geniale risolutore di gruppi complessi di equazioni algebriche, che tentò per due volte di accedere all'École polytechnique e per due volte venne respinto.
Nacque nel 1811 a Bourg-la-Reine, 12 km a sud del centro di Parigi.
Era figlio del sindaco liberale della cittadina, Nicolas-Gabriel Galois, suicidatosi nel 1829 a causa delle contestazioni subite da parte delle frange più conservatrici.
Di idee rivoluzionarie e temperamento ribelle, Évariste non sopportò mai i metodi di insegnamento accademici ed autoritari del Collège Royal Louis-le-Grand, dove era stato ammesso come studente, e non riuscì nemmeno a far comprendere le sue innovative elaborazioni ai suoi insegnanti di matematica.
Divenne membro della Società degli Amici del Popolo e partecipò con entusiasmo alla Rivoluzione di luglio del 1830.
Durante una cena con gli amici fece un brindisi al nuovo Re Luigi Filippo tenendo un coltello nella mano. Accusato di vilipendio verso la corona fu arrestato, ma alla fine del processo il giudice preferì assolverlo per evitare di creare ulteriore tensione tra i suoi sostenitori.
A vent'anni venne ucciso durante un misterioso duello al quale prese parte per difendere Stephanie, una giovane donna che amava. Sicuro della sua morte, la notte prima del duello cercò disperatamente di riordinare i suoi testi inediti.
Questi testi furono riscoperti da Liouville soltanto nel 1843, dopo essere stati per anni trascurati, e diedero impulso alla formazione della branca matematica nota come teoria dei gruppi.

## Produzione
La scena della riunione della Società degli Amici del Popolo è stata girata nella sala dello stenditoio del Complesso monumentale di San Michele a Ripa Grande.

## La critica
- Gianni Rondolino nel Catalogo Bolaffi del cinema italiano, 1966/1975 « A metà strada fra il film didattico e la ricostruzione storica, la biografia romanzata e il film politico. Non ho tempo, ripercorre la breve vita del matematico francese Galois, fra la ricerca scientifica e la lotta politica, amore e morte, dandone un ritratto sfaccettato, problematico, ricco di umanità e al tempo stesso di chiaro valore simbolico. Giannarelli con la delicatezza che gli è propria e con quell'intento rigorosamente didascalico che già era avvertibile nelle opere precedenti, non si ferma a narrare i fatti o ad ambientare scrupolosamente la vicenda, ma suggerisce un'interpretazione politica attuale, senza tuttavia travalicare i limiti della correttezza documentaria... »
- Paolo Mereghetti: «... stile sperimentale e avanguardistico tipico degli anni Settanta... Il meccanismo di straniamento didattico che sta alla base dell'operazione oggi è difficilmente sopportabile. Garriba, il protagonista, è regista, sceneggiatore e ricercatore universitario.»[2]

## Versione televisiva RAI
Il film venne trasmesso dalla Rai in versione televisiva in tre puntate il 4, l'11 e il 18 gennaio 1977 sulla rete 2.